# Chapelle Sainte-Barbe de Bruay-la-Buissière
Pour les articles homonymes, voir chapelle Sainte-Barbe.
La chapelle Sainte-Barbe est une chapelle située à Bruay-la-Buissière dans le Pas-de-Calais en France.

## Histoire
La chapelle Sainte-Barbe est construite pour servir de chapelle à l'ouvroir Sainte-Barbe de Bruay-en-Artois tenu par les sœurs des corons. Dédiée à sainte Barbe, patronne des mineurs, elle a été construite en 1862 près de la nouvelle cité minière de la fosse no 1, pour répondre aux besoins de la nouvelle population ouvrière des corons, et en particulier des femmes à qui l'ouvroir offrait du travail, puis un petit hôpital est construit à droite de la chapelle à qui la chapelle sert aussi de lieu de culte. Elle est bénie en 1899 par Mgr Williez. Bruay comptait à l'époque moins de vingt mille habitants.
D'après la convention signée entre la France et la Pologne en 1919, la France se met à accueillir en masse une immigration polonaise pour travailler dans les mines, la population masculine française ayant été décimée par la guerre. Cet accueil s'effectue à condition que la France s'engage à construire des lieux de culte pour les Polonais. En attendant la construction d'une chapelle polonaise à Bruay (la chapelle du Sacré-Cœur en 1930), ainsi que deux autres chapelles à la cité no 5 et à la cité no 30, plus une autre église à Houdain, la chapelle Sainte-Barbe sert de lieu de culte à la Mission catholique polonaise œuvrant dans la région.
En 1934, l'hôpital Sainte-Barbe est construit cette fois-ci en face de la chapelle, le long de la rue, et sert à soigner les maladies respiratoires des mineurs. Il ferme en 2006 et ses services déménagent à Divion, à la polyclinique de l'Artois. L'édifice est transformé en conservatoire de musique.
De nos jours, la chapelle a été désaffectée au culte et sert de lieu d'expositions, de concerts et de répétition pour l'école de musique.

## Description
De style néo-roman, la chapelle de briques est remarquable par sa toiture aux tuiles vernissées multicolores. Elle ne possède ni transept, ni bas-côté et comporte six travées éclairées par des fenêtres géminées à œil-de-bœuf. Un petit clocheton surplombe la façade. À l'intérieur, la tribune repose sur une charpente de bois.
La chapelle située en centre-ville (près de l'hôtel de ville) abrite aujourd'hui des manifestations culturelles, expositions et concerts,.

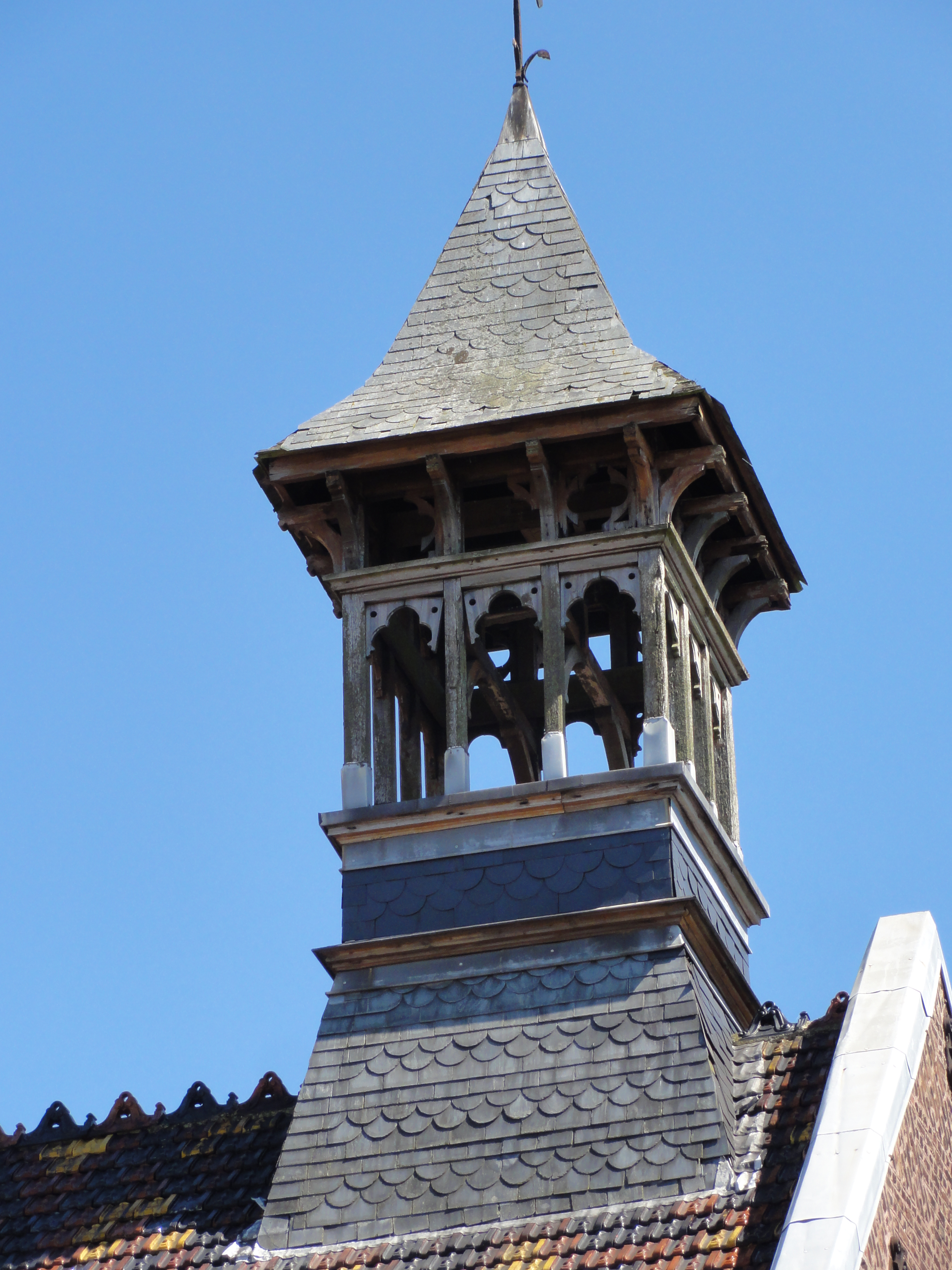
Détail du clocheton.
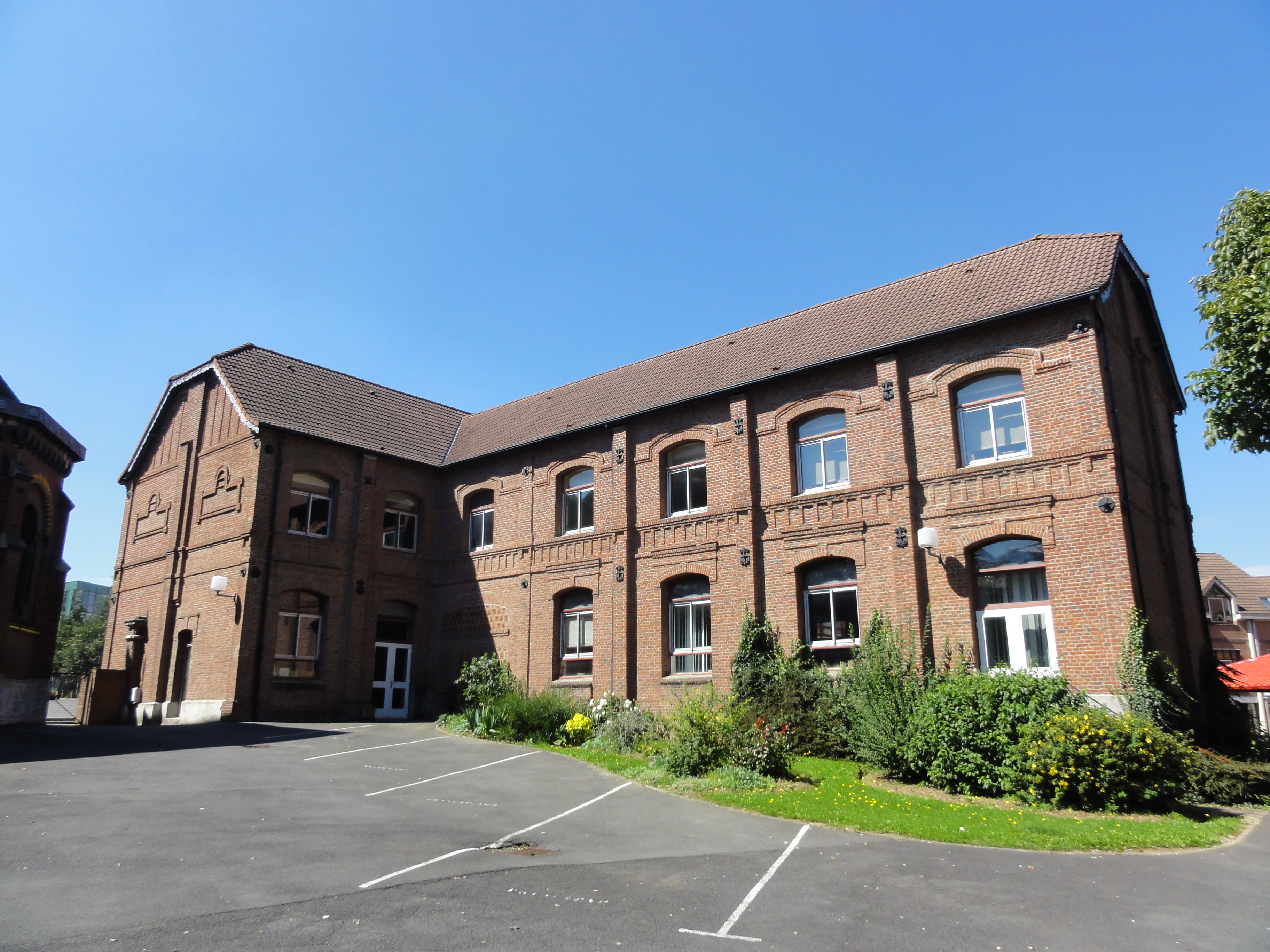
L'ancien ouvroir des sœurs.
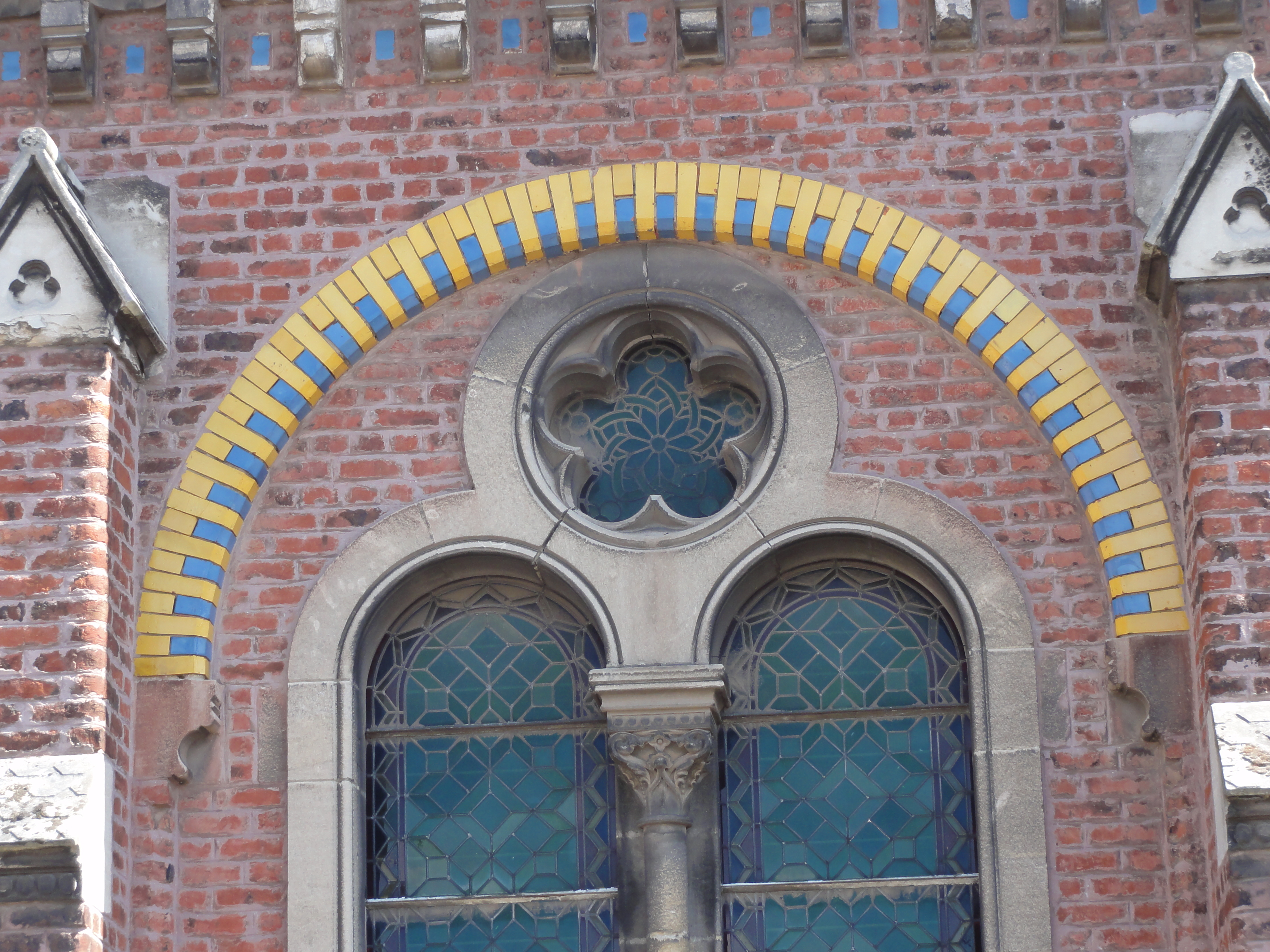
Un des arcs de plein-cintre de briques colorées, au dessus d'une fenêtre géminée.